# Provinz Julcán
Die Provinz Julcán liegt in der Region La Libertad im Nordwesten von Peru. Sie hat eine Fläche von 1101,39 km². Beim Zensus 2017 lebten 28.024 Menschen in der Provinz. 10 Jahre zuvor lag die Einwohnerzahl bei 32.985. Verwaltungssitz ist die Kleinstadt Julcán.

## Geographische Lage
Die Provinz Julcán liegt zentral in der Region La Libertad etwa 60 km östlich der Großstadt Trujillo in der peruanischen Westkordillere. Die Provinz ist von annähernd kreisförmiger Gestalt mit einem Durchmesser von etwa 32 km. Die Provinz erstreckt sich über das obere Einzugsgebiet des Río Virú, der in südwestlicher Richtung zum Pazifischen Ozean fließt.
Die Provinz Julcán grenzt im Norden an die Provinz Otuzco, im Osten und Südosten an die Provinz Santiago de Chuco, im Südwesten an die Provinz Virú sowie im Westen an die Provinz Trujillo. 

## Verwaltungsgliederung
Die Provinz Julcán gliedert sich in folgende vier Distrikte. Der Distrikt Julcán ist Sitz der Provinzverwaltung.
| Distrikt  | Verwaltungssitz |
| --------- | --------------- |
| Calamarca | Calamarca       |
| Carabamba | Carabamba       |
| Huaso     | Huaso           |
| Julcán    | Julcán          |